# 차니미니
차니미니는 1990년대부터 2000년대까지 활동한 대한민국의 전 남성 듀오 그룹이다.

## 전 구성원

### 황찬희
- 1979년 12월 21일 출생
- 작곡가 겸 음악 감독

### 최민훈(연인)
- 그룹 NOK 보컬 출신

## 음반
- 미스터큐 (SBS 드라마 스페셜) (1998)
- Dream... (2003)